# 2011-es UCI World Tour
A 2011-es UCI World Tour a Nemzetközi Kerékpáros-szövetség (UCI – International Cycling Union) első versenysorozat-kiírása.
A versenysorozat a Tour Down Under-rel kezdődik meg január 18-án és október 15-én ér véget a Giro di Lombardiával. Ezalatt 13 szakaszverseny és 13 egynapos verseny került megrendezésre. A versenyek zöme (16) a 2010-es UCI ProTour része is volt.
2011-ben az UCI létrehozta a World Tour-t a ProTour és a világranglista egyesítésével. A korábbi ProTour versenyek (16) és a maradék világranglista (köztük a három nagy körverseny Tour de France, Giro d’Italia és a Vuelta a España) is a program része.

## Versenyek
| Időpont                        | Verseny                                | Győztes                    | Csapat              | Világranglista-vezető |
| ------------------------------ | -------------------------------------- | -------------------------- | ------------------- | --------------------- |
| január 18–23.                  | Tour Down Under (2011)                 | Cameron Meyer              | Team Garmin–Cervélo | Cameron Meyer         |
| március 6–13.                  | Párizs–Nizza (2011)                    | Tony Martin                | HTC–Highroad        | Tony Martin           |
| március 9–15.                  | Tirreno–Adriatico (2011)               | Cadel Evans                | BMC Racing Team     | Cadel Evans           |
| március 19.                    | Milánó–Sanremo (2011)                  | Matthew Goss               | HTC–Highroad        | Matthew Goss          |
| március 21–27.                 | Katalán körverseny (2011)              | Michele Scarponi*          | Lampre-ISD          | Matthew Goss          |
| március 27.                    | Gent–Wevelgem (2011)                   | Tom Boonen                 | Quick Step          | Matthew Goss          |
| április 3.                     | Flandriai körverseny (2011)            | Nick Nuyens                | Saxo Bank–Sungard   | Matthew Goss          |
| április 4–9.                   | Baszk körverseny (2011)                | Andreas Klöden             | Team RadioShack     | Matthew Goss          |
| április 10.                    | Párizs–Roubaix (2011)                  | Johan Vansummeren          | Team Garmin–Cervélo | Fabian Cancellara     |
| április 17.                    | Amstel Gold Race (2011)                | Philippe Gilbert           | Omega Pharma–Lotto  | Fabian Cancellara     |
| április 20.                    | La Flèche Wallonne (2011)              | Philippe Gilbert           | Omega Pharma–Lotto  | Philippe Gilbert      |
| április 24.                    | Liège–Bastogne–Liège (2011)            | Philippe Gilbert           | Omega Pharma–Lotto  | Philippe Gilbert      |
| április 26. – május 1.         | Tour de Romandie (2011)                | Cadel Evans                | BMC Racing Team     | Philippe Gilbert      |
| május 7–29.                    | Giro d’Italia (2011)                   | Michele Scarponi*          | Lampre-ISD          | Philippe Gilbert      |
| június 5–12.                   | Critérium du Dauphiné Libéré (2011)    | Bradley Wiggins            | Sky Procycling      | Philippe Gilbert      |
| június 11–19.                  | Tour de Suisse (2011)                  | Levi Leipheimer            | Team RadioShack     | Philippe Gilbert      |
| július 2–24.                   | Tour de France (2011)                  | Cadel Evans                | BMC Racing Team     | Cadel Evans           |
| július 30.                     | Clásica San Sebastián (2011)           | Philippe Gilbert           | Omega Pharma-Lotto  | Cadel Evans           |
| július 31. – augusztus 6.      | Lengyel körverseny (2011)              | Peter Sagan                | Liquigas–Cannondale | Cadel Evans           |
| augusztus 8–14.                | Eneco Tour (2011)                      | Edvald Boasson Hagen       | Sky Procycling      | Cadel Evans           |
| augusztus 20. – szeptember 11. | Vuelta ciclista a España (2011)        | Juan José Cobo             | Geox-TMC            | Cadel Evans           |
| augusztus 21.                  | Vattenfall Cyclassics (2011)           | Edvald Boasson Hagen       | Sky Procycling      | Cadel Evans           |
| augusztus 28.                  | GP Ouest France–Plouay (2011)          | Grega Bole                 | Lampre-ISD          | Cadel Evans           |
| szeptember 9.                  | Grand Prix Cycliste de Québec (2011)   | Philippe Gilbert           | Omega Pharma-Lotto  | Philippe Gilbert      |
| szeptember 11.                 | Grand Prix Cycliste de Montréal (2011) | Rui Alberto Faria Da Costa | Movistar Team       | Philippe Gilbert      |
| október 5–9.                   | Tour of Beijing (2011)                 | Tony Martin                | HTC–Highroad        | Philippe Gilbert      |
| október 15.                    | Giro di Lombardia (2011)               | Olivier Zaugg              | Team Leopard–Trek   | Philippe Gilbert      |

## Világranglista

### Egyéni
|     | Név                  | Csapat              | Pontszám |
| --- | -------------------- | ------------------- | -------- |
| 1.  | Philippe Gilbert     | Omega Pharma-Lotto  | 718      |
| 2.  | Cadel Evans          | BMC Racing Team     | 574      |
| 3.  | Joaquim Rodríguez    | Katyusa             | 446      |
| 4.  | Michele Scarponi     | Lampre-ISD          | 419      |
| 5.  | Tony Martin          | HTC-Highroad        | 349      |
| 6.  | Samuel Sánchez       | Euskaltel-Euskadi   | 317      |
| 7.  | Vincenzo Nibali      | Liquigas-Cannondale | 310      |
| 8.  | Daniel Martin        | Team Garmin–Cervélo | 296      |
| 9.  | Bradley Wiggins      | Sky Procycling      | 289      |
| 10. | Fränk Schleck        | Team Leopard–Trek   | 284      |
| 11. | Edvald Boasson Hagen | Sky Procycling      | 260      |
| 12. | Fabian Cancellara    | Team Leopard–Trek   | 252      |
| 13. | Andy Schleck         | Team Leopard–Trek   | 252      |
| 14. | Ivan Basso           | Liquigas-Cannondale | 250      |
| 15. | Christopher Froome   | Sky Procycling      | 230      |
| 16. | Alekszandr Vinokurov | Astana              | 230      |
| 17. | Robert Gesink        | Rabobank            | 222      |
| 18. | Matthew Goss         | HTC-Highroad        | 217      |
| 19. | Damiano Cunego       | Lampre-ISD          | 213      |
| 20. | Andreas Klöden       | Team RadioShack     | 207      |

### Csapat
A csapatok közti versenyben minden csapat öt legjobb versenyzőjének pontjait számítják be.
|     | Csapat              | Pontszám | 5 legjobb versenyző |
| --- | ------------------- | -------- | --- |
| 1.  | Omega Pharma-Lotto  | 1101     | Philippe Gilbert (718), André Greipel (132), Jurgen Van Den Broeck (125), Jurgen Roelandts (66), Jelle Vanendert (60)  |
| 2.  | Sky Procycling      | 1069     | Bradley Wiggins (289), Edvald Boasson Hagen (260), Christopher Froome (230), Rigoberto Urán (179), Simon Gerrans (111) |
| 3.  | Team Leopard–Trek   | 1024     | Fränk Schleck (284), Andy Schleck (252), Fabian Cancellara (252), Jakob Fuglsang (136) Oliver Zaugg (100)              |
| 4.  | HTC-Highroad        | 892      | Tony Martin (349), Matthew Goss (217), Mark Cavendish (152), Marco Pinotti (110), Kansztancin Szivszov (64)            |
| 5.  | BMC Racing Team     | 887      | Cadel Evans (584), Alessandro Ballan (100), Greg Van Avermaet (90), Taylor Phinney (71), Mathias Frank (42)            |
| 6.  | Lampre-ISD          | 856      | Michele Scarponi (419), Damiano Cunego (213), Grega Bole (91), Alessandro Petacchi (81), Przemysław Niemiec (52)       |
| 7.  | Liquigas-Cannondale | 837      | Vincenzo Nibali (310), Ivan Basso (250), Peter Sagan (198), Simone Ponzi (54), Eros Capecchi (25)                      |
| 8.  | Team Garmin-Cervélo | 818      | Daniel Martin (296), David Millar (185), Thor Hushovd (123), Tyler Farrar (108), Cameron Meyer (106)                   |
| 9.  | Rabobank            | 687      | Robert Gesink (222), Bauke Mollema (190), Steven Kruijswijk (128), Michael Matthews (74), Laurens Ten Dam (73)         |
| 10. | Team RadioShack     | 649      | Andreas Klöden (207), Levi Leipheimer (158), Chris Horner (153), Janez Brajkovič (71), Grégory Rast (60)               |

### Nemzeti
A nemzetek közti versenyben minden nemzet öt legjobb versenyzőjének pontjait számítják be.
|     | Nemzet             | Pontszám | 5 legjobb versenyző                                                                                                  |
| --- | ------------------ | -------- | --- |
| 1.  | Olaszország        | 1302     | Michele Scarponi (419), Vincenzo Nibali (310), Ivan Basso (250), Damiano Cunego (213), Marco Pinotti (110)           |
| 2.  | Spanyolország      | 1187     | Joaquim Rodríguez (446), Samuel Sánchez (317), Juan José Cobo (206), Beñat Intxausti (118), Xavier Tondo (100)       |
| 3.  | Belgium            | 1184     | Philippe Gilbert (718), Tom Boonen (140), Jurgen Van Den Broeck (125), Nick Nuyens (101), Johann Vansummeren (100)   |
| 4.  | Ausztrália         | 1092     | Cadel Evans (584), Matthew Goss (217), Simon Gerrans (111), Cameron Meyer (106), Michael Matthews (74)               |
| 5.  | Egyesült Királyság | 947      | Bradley Wiggins (289), Christopher Froome (230), David Millar (185), Mark Cavendish (152), Ben Swift (91)            |
| 6.  | Németország        | 799      | Tony Martin (349), Andreas Klöden (207), André Greipel (132), Gerald Ciolek (67), Marcel Kittel (44)                 |
| 7.  | Hollandia          | 707      | Robert Gesink (222), Bauke Mollema (190), Steven Kruijswijk (128), Wouter Poels (94), Laurens Ten Dam (73)           |
| 8.  | Franciaország      | 637      | Thomas Voeckler (190), Jean-Christophe Péraud (161), John Gadret (126), Sylvain Chavanel (90), Pierre Rolland (70)   |
| 9.  | Egyesült Államok   | 571      | Levi Leipheimer (158), Chris Horner (153), Tyler Farrar (108), Tom Danielson (81), Taylor Phinney (71)               |
| 10. | Luxemburg          | 537      | Fränk Schleck (284), Andy Schleck (252), Jempy Drucker (1)                                                           |
| 11. | Svájc              | 470      | Fabian Cancellara (252), Oliver Zaugg (100), Gregory Rast (60), Matthias Frank (42), Michael Albasini (16)           |
| 12. | Norvégia           | 390      | Edvald Boasson Hagen (260), Thor Hushovd (123), Alexander Kristoff (7)                                               |
| 13. | Írország           | 319      | Daniel Martin (296), Nicolas Roche (19), Phili Deignan (4)                                                           |
| 14. | Dánia              | 285      | Jakob Fuglsang (136), Chris Anker Sørensen (80), Lars Ytting Bak (54), Alex Rasmussen (13), Jonas Aaen Jørgensen (2) |
| 15. | Kazahsztán         | 234      | Alexandr Vinokurov (230), Sergey Renev (4)                                                                           |